# Karklės-Nerėpos apylinkės
Karklės-Nerėpos apylinkės este o arie protejată (sit de importanță comunitară — SCI) din Lituania întinsă pe o suprafață de 106,83 ha, integral pe uscat.

## Localizare
Centrul sitului Karklės-Nerėpos apylinkės este situat la coordonatele 54°59′45″N 23°36′15″E / 54.9957°N 23.6043°E.

## Înființare
Situl Karklės-Nerėpos apylinkės a fost declarat sit de importanță comunitară în martie 2021 pentru a proteja un număr necunoscut de specii din flora spontană și fauna sălbatică aflate în arealul zonei.

## Biodiversitate
Situată în ecoregiunea boreală, aria protejată conține 4 habitate naturale: Păduri caducifoliate bătrâne naturale hemiboreale fino-scandinave (Quercus, Tilia, Acer, Fraxinus sau Ulmus) bogate în specii epifite, Păduri fino-scandinave bogate în ierburi cu Picea abies, Păduri de conifere pe eskere fluvioglaciare sau legate la acestea, Păduri pe pante, grohotișuri și ravene de Tilio-Acerion.
La baza desemnării sitului se află un număr nedeclarat de specii protejate.